# Amerikai Signal-botrány

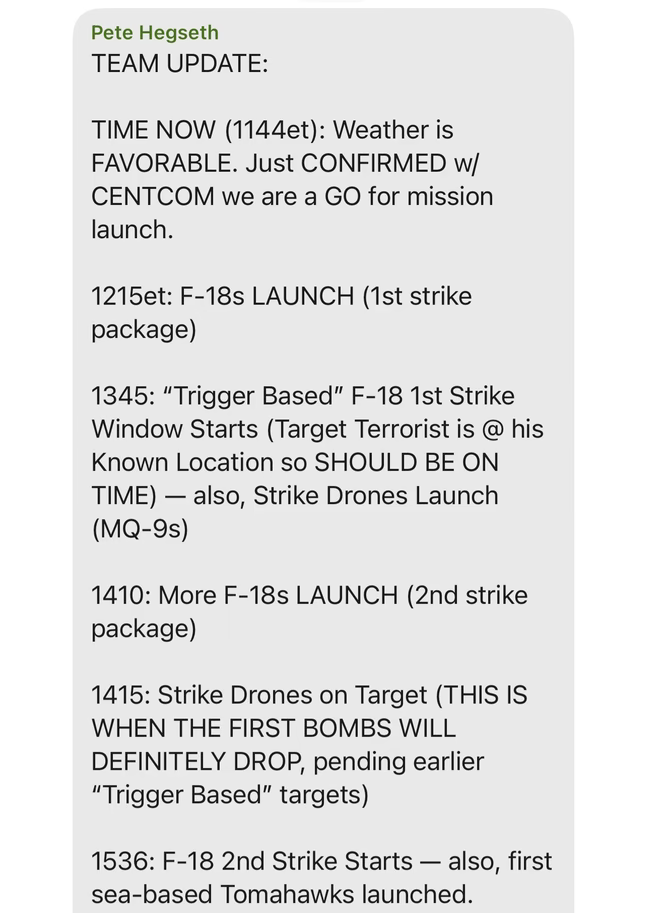
Képernyőkép a csoportról, amelyen Pete Hegseth a tervekről beszél

Az amerikai Signal-botrány azt követően tört ki, hogy 2025 márciusában Jeffrey Goldberg, a The Atlantic amerikai magazin főszerkesztője véletlenül bekerült egy csoportba a Signal alkalmazáson, amelyet amerikai kormánytisztviselők hoztak létre. A csoport tagjai között volt J. D. Vance alelnök, Pete Hegseth védelmi miniszter, Marco Rubio külügyminiszter, Tulsi Gabbard nemzeti hírszerzési elnök és Michael Waltz nemzetbiztonsági tanácsadó. Goldberget Waltz hívta be a csoportba, kijelentése szerint véletlenül, és egyik tag se vette észre, hogy az újságíró is közöttük volt, mikor elkezdtek megbeszélni bizalmas információkat támadásokról a jemeni hútik ellen. Március 15-én Goldberg elmondása szerint Hegseth a csoportban osztott meg részleteket a támadásokról, amelyek közé tartoztak információk a célpontokról, fegyverekről és a tervezett folyamatokról. A csoportban kiszivárgott egy beépített CIA-ügynök kiléte is. Goldberg március 24-én hozta nyilvánosságra a botrányt a The Atlanticon.

## A kiszivárgott információ
Michael Waltz nemzetbiztonsági tanácsadó hozta létre a csoportot a Signalon, amelyen több magas rangú kabinettag is helyet kapott, közöttük J. D. Vance alelnök, Pete Hegseth védelmi miniszter, Marco Rubio külügyminiszter, John Ratcliffe CIA-igazgató, Tulsi Gabbard nemzeti hírszerzési elnök (a csoportban „TG” néven), Scott Bessent pénzügyminiszter (a csoportban „Scott B” néven), valószínűleg Stephen Miller helyettes kabinetfőnök (a csoportban „S M” néven), Susie Wiles kabinetfőnök és Steve Witkoff közel-keleti követ.
2025. március 11-én, a csoport létrehozása idején Waltz küldött egy Signal-kérvényt Jeffrey Goldbergnek, a The Atlantic magazin főszerkesztőjének, hogy csatlakozzon a beszélgetéshez. Két nappal később Waltz hozzáadta Goldberget egy privát csoporthoz, amelynek neve „Houthi PC small group” volt. A következő beszélgetésben a kormánytagok elkezdtek bizalmas információkat megbeszélni részleteket jemeni támadásokról. Addig nem tudták, hogy Goldberg is a csoportban volt, amíg a jemeni bombázás véget ért, és elkezdtek beszélgetni a sikerről.
Március 13-án Witkoff Moszkvában volt, hogy Vlagyimir Putyinnal találkozzon, bár azt nem lehet tudni, hogy volt-e nála egy telefon, amelyre le volt töltve a Signal. Moszkvai idő szerint éjfél után a beszélgetésben megjelent egy beépített CIA-ügynök neve. Szergej Markov Telegram-posztja szerint Witkoff és Putyin megbeszélése 01:30-ig tartott.

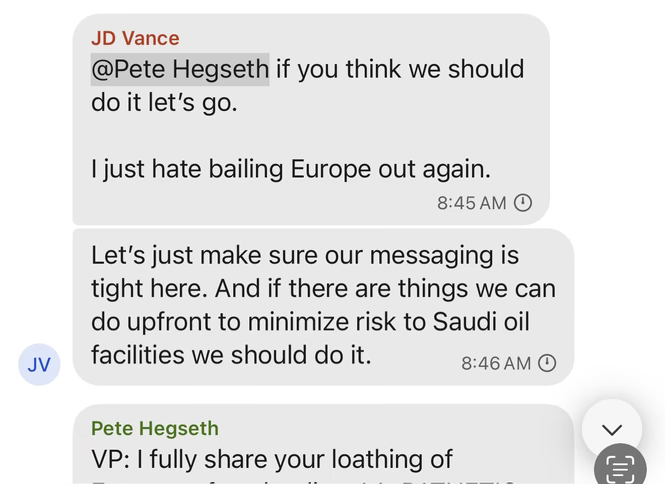
J. D. Vance a beszélgetésben kijelentette, hogy mennyire utálja megint „kisegíteni Európát”

Március 14-én kezdtek el megjelenni tervezett katonai lépések a húti célpontok ellen. Witkoff ekkor már elhagyta Oroszországot és megérkezett Bakuba, Azerbajdzsánba. A Vance nevén üzenő fiók kijelentette, hogy nem értett egyet a támadás időzítésével és azzal, hogy mennyire egyezik meg a kormány üzenetével: „Nem tudom, az elnök érti-e, hogy ez mennyire nem egyezik meg jelenlegi politikánkkal Európával kapcsolatban. Van veszélye annak is, hogy közepes vagy nagy emelkedést látunk olajárakban is. Hajlandó vagyok támogatni a csoport megegyezését, és ezt megtartom magamnak. Ennek ellenére van egy elég jó érv arra, hogy ezt elhalasszuk egy hónappal, biztosítani, hogy az emberek értik, ez miért fontos, meglátjuk hol áll a gazdaság.”

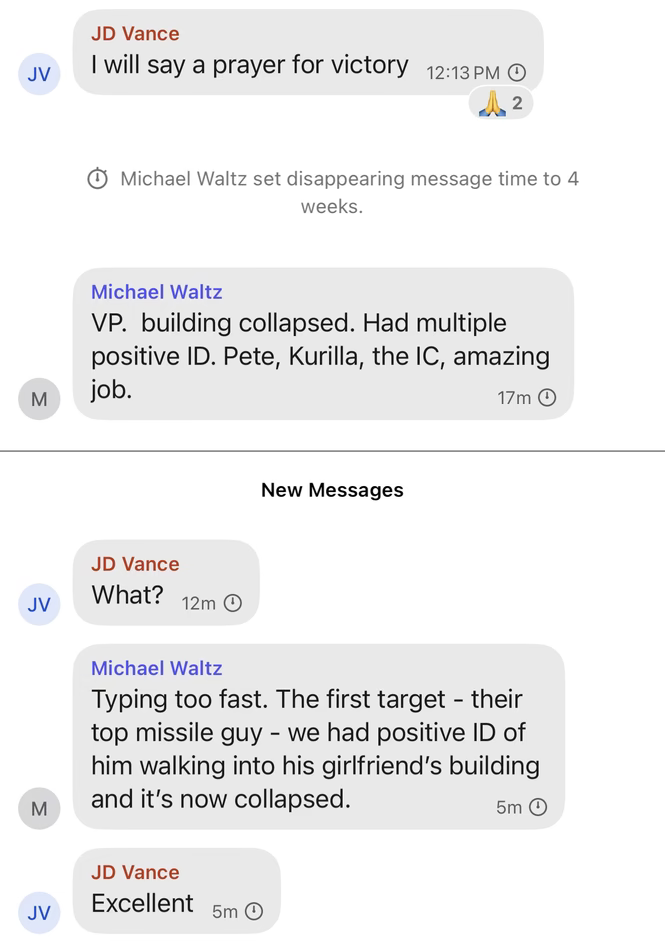
Képernyőkép a beszélgetésről a támadások eredményéről

Hegseth erre válaszolt egy indoklással, hogy miért lenne jobb most lépni, kiemelve a halasztás veszélyét, amelyek közé tartozott az is, hogy mi történne, ha a terv kiszivárogna. A beszélgetésben megemlítettek európai gazdasági érdekeltségeket, illetve kereskedelmet a Vörös-tengeren, Vance kijelentette, hogy „Utálom, hogy megint kisegítjük Európát.” Erre Hegseth azzal válaszolt, hogy „VP: Teljesen egyetértek az utálatoddal az európai ingyenélés iránt. SZÁNALMAS. De Mike-nak igaza van, mi vagyunk az egyetlenek a bolygón (a mi oldalunkon), aki ezt meg tudja csinálni.” Stephen Miller fiókja lényegében véget vetett a beszélgetésnek, mikor azt mondta, hogy Trump lényegében jóváhagyta a támadást, de biztosítani akarta, hogy európai nemzetek pénzügyileg támogatnák a bombázásokat.
Március 15-én 11:44-kor (EDT) Hegseth megosztott részleteket a bombázási tervről, amelyek közé tartoztak célpontok, használt fegyverek és a folyamatok. Goldberg kijelentette, hogy a bombázások 13:45-kor kezdődtek volna meg.
13:55-kor Goldberg megerősítette, hogy robbanásokat hallottak Szanaa, Jemen fővárosa közelében. A bombázások után a csoport tagjai gratuláltak egymásnak, Waltz fiókja kijelentette, hogy kiemelkedő munkát végeztek, míg mások is egyetértettek. Waltz három emodzsival válaszolt először: egy ököllel, egy amerikai zászlóval és egy tűzzel. A MAR fiók (Marco Rubio) azt üzente, hogy „Pete és csapatod, gratulálok!” Steve Witkoff fiókja két imádkozó kéz emodzsit küldött, egy bicepsszel és két amerikai zászlóval együtt. Witkoff ekkor már az Egyesült Államokban tartózkodott.

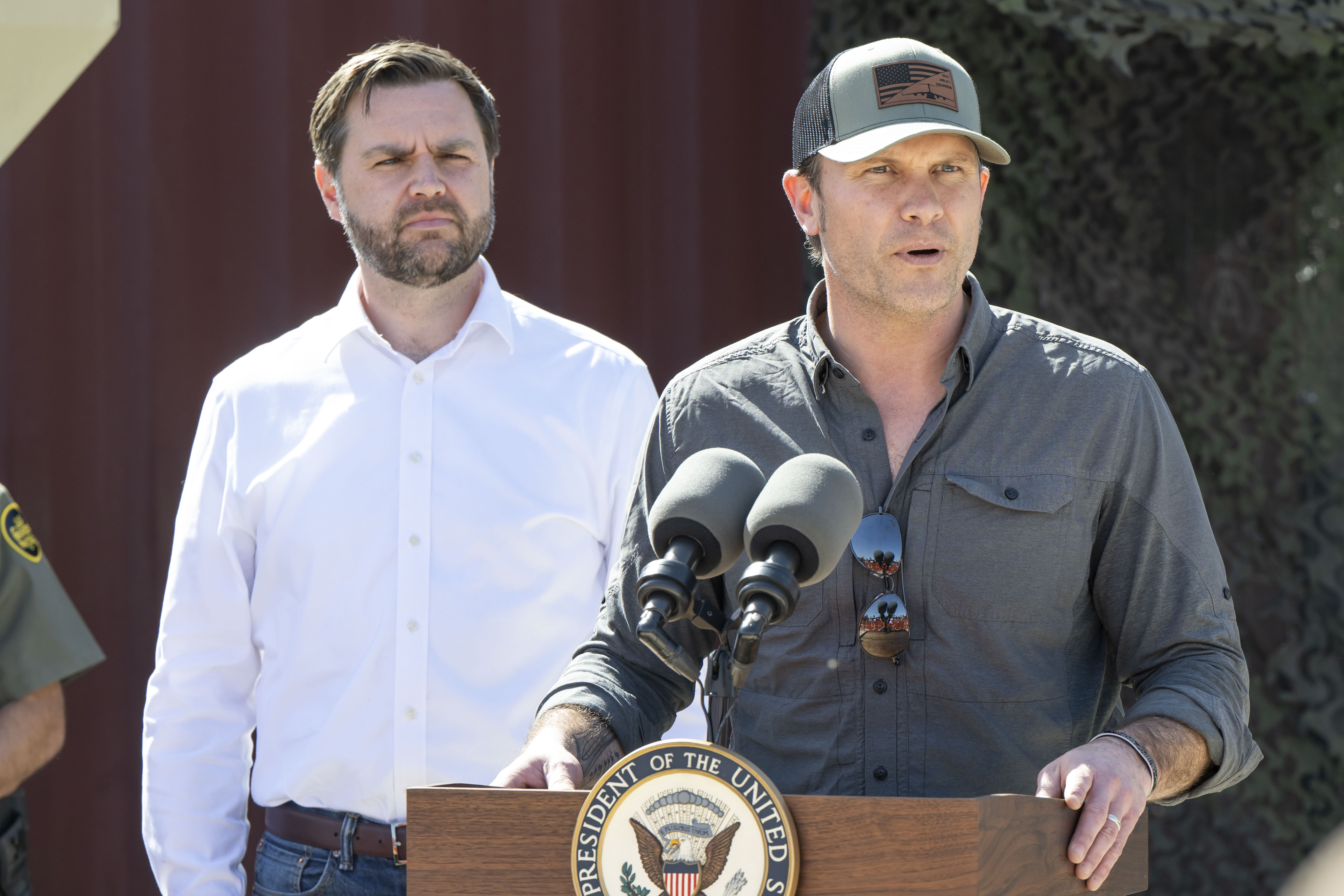
J. D. Vance alelnök (balra) és Pete Hegseth védelmi miniszter is a csoport tagjai voltak

Goldberg nem vett részt a beszélgetésben, majd végül jogi okokból kilépett a csoportból, amely annak készítőjét azonnal értesítette távozásáról. Részvételéről vagy távozásáról nem lépett vele kapcsolatba az amerikai kormány. 2025. március 24-én adta ki cikkét a csoportról a The Atlanticon. Kifejezte, hogy mekkora veszélyt jelenthet az, hogy nemzetbiztonsági titkokat a kormánytagok a Signalon beszéltek meg, amely akár a kémtörvényt is megszeghette volna. A Signal nem egy kormány által jóváhagyott üzenőfelület. Szakértők szerint az is probléma lehetett, hogy a csoport üzenetei törölték önmagukat 1-4 hét után, amely az országban törvényellenes, mivel minden kormánykommunikációt és lépést archiválnia kell a kabinetnek. Az újságíró véletlen felvétele a csoportba azt is jelenthette, hogy az ezt követő beszélgetések törvényellenesek voltak, mivel a tisztviselők egy olyan személlyel osztottak meg bizalmas információt, akinek nem volt erre megfelelő engedélye.

## A csoport tagjai

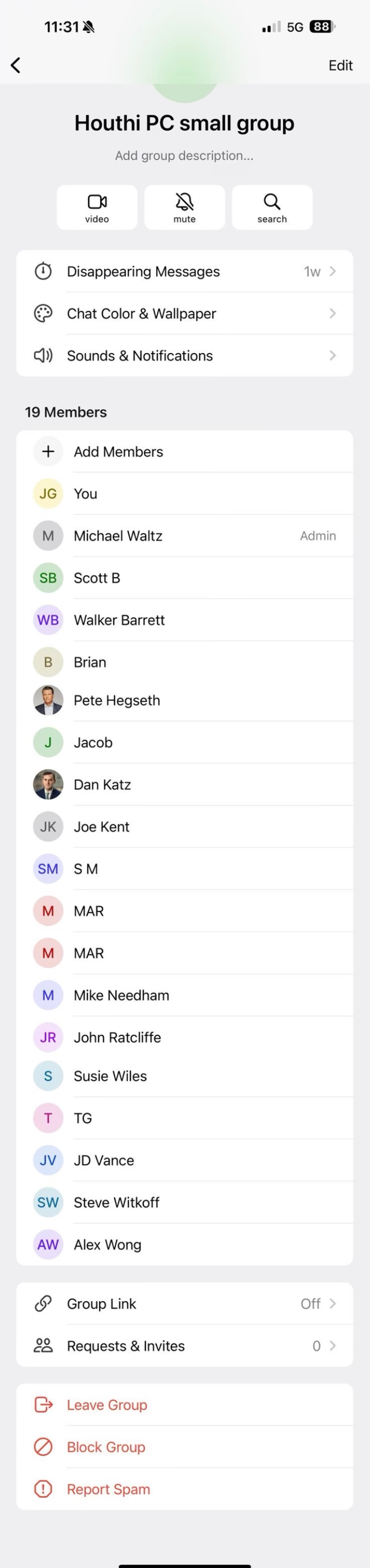
A csetcsoport tagjai

A The Atlantic információi alapján a csoportnak 19 tagja volt:
- Jeffrey Goldberg újságíró
- Michael Waltz nemzetbiztonsági tanácsadó (admin)
- Scott B (Scott Bessent) pénzügyminiszter
- Walker Barrett, a Képviselőházi Hadsereg Bizottság személyzeti tagja
- Brian (Brian McCormack) nemzetbiztonsági tanács tagja
- Pete Hegseth védelmi miniszter
- Jacob
- Dan Katz, a védelmi minisztérium képviselője
- Joe Kent, az Országos Terrorizmusellenes Központ (jelölt) igazgatója
- S M (Stephen Miller) helyettes kabinetfőnök
- MAR (Marco Antonio Rubio) külügyminiszter
- Mike Needham külügyminisztériumi tanácsadó
- John Ratcliffe CIA-igazgató
- Susie Wiles kabinetfőnök
- TG (Tulsi Gabbard) nemzeti hírszerzési elnök
- J. D. Vance alelnök
- Steve Witkoff közel-keleti követ
- Alex Wong helyettes nemzetbiztonsági tanácsadó

## Képernyőképek magyar fordítása
1. ↑  CSOPORT UPDATE:
JELENLEGI IDŐ (1144et): Az időjárás MEGFELELŐ. MEGERŐSÍTETTEM a CETCOM-mal, a bevetés MEHET.
1215et: Az F–18-ak ELINDULNAK (első csoport)
1345: Megkezdődik az F–18-ak első bombázási ablaka (a célpont terrorista ismert helyzetében van, szóval IDŐBEN KÉNE LENNIE) – ezek mellett drónok indítása (MQ–9-ek)
1410: Még több F–18 elindul (második csoport)
1415: A drónok megérkeznek (EKKOR FOGNAK AZ ELSŐ BOMBÁK BIZTOSAN FÖLDET ÉRNI, a korábbi célpontoktól függően)
1536: F–18-ak második bombázása megkezdődik – első tengeri Tomahawkok is elindulnak
2. ↑  JD Vance: @Pete Hegseth ha szerinted csináljuk, akkor csináljuk.
Csak utálom, hogy megint kisegítjük Európát.
Csak legyünk biztosak, hogy a kommunikáció tökéletes. És, ha van valami, amit tehetünk, hogy minimalizáljuk a veszélyt a szaúdi olajüzemekre, akkor mindenképp csináljuk.
Pete Hegseth: VP: Teljesen egyetértek az utálatoddal...
3. ↑  JD Vance: Imádkozni fogok a sikerért
*Michael Waltz 4 hétre állította az eltűnő üzenetek idejét*
Michael Waltz: VP. épület összeomlott. Több pozitív azonosítás. Pete, Kurilla, az IC, kiemelkedő munka.
JD Vance: Mi?
Michael Waltz: Túl gyorsan írtam. Az első célpontról – a fő rakétás emberük – volt egy pozitív azonosításunk, mikor besétált barátnője épületébe, már összeomlott.
JD Vance: Kitűnő